# Hyllisia suturaloides
Hyllisia suturaloides là một loài bọ cánh cứng trong họ Cerambycidae.